# Lophochernes indicus
Lophochernes indicus är en spindeldjursart som beskrevs av Beier 1967. Lophochernes indicus ingår i släktet Lophochernes och familjen tvåögonklokrypare. Inga underarter finns listade i Catalogue of Life.